# Coupe du monde de ski alpin 2008-2009
Navigation
Édition précédente Édition suivante
La coupe du monde de ski alpin 2008-2009 est la 43e édition de la coupe du monde de ski alpin, compétition de ski alpin organisée annuellement. Elle se déroule du 25 octobre 2008 au 14 mars 2009.
Les hommes disputent 36 épreuves : 10 descentes, 6 super-G, 8 géants, 11 slaloms et 4 combinés.
Les femmes disputent 34 épreuves : 9 descentes, 7 super-G, 8 géants, 9 slaloms et 3 combinés.
Les championnats du monde sont disputés à Val d'Isère du 2 au 15 février 2009.

## Tableau d'honneur
| Catégorie | Messieurs            | Dames            |
| --------- | -------------------- | ---------------- |
| Général   | Aksel Lund Svindal   | Lindsey Vonn     |
| Descente  | Michael Walchhofer   | Lindsey Vonn     |
| Super G   | Aksel Lund Svindal   | Lindsey Vonn     |
| Géant     | Didier Cuche         | Tanja Poutiainen |
| Slalom    | Jean-Baptiste Grange | Maria Riesch     |
| Combiné   | Carlo Janka          | Anja Pärson      |

## Système de points
Le vainqueur d'une épreuve de coupe du monde se voit attribuer 100 points pour le classement général. Les skieurs classés aux trente premières places marquent des points.
| Place  | 1er | 2d | 3e | 4e | 5e | 6e | 7e | 8e | 9e | 10e | 11e | 12e | 13e | 14e | 15e | 16e | 17e | 18e | 19e | 20e | 21e | 22e | 23e | 24e | 25e | 26e | 27e | 28e | 29e | 30e |
| ------ | --- | -- | -- | -- | -- | -- | -- | -- | -- | --- | --- | --- | --- | --- | --- | --- | --- | --- | --- | --- | --- | --- | --- | --- | --- | --- | --- | --- | --- | --- |
| Points | 100 | 80 | 60 | 50 | 45 | 40 | 36 | 32 | 29 | 26  | 24  | 22  | 20  | 18  | 16  | 15  | 14  | 13  | 12  | 11  | 10  | 9   | 8   | 7   | 6   | 5   | 4   | 3   | 2   | 1   |

## Classement général
| Rang | Nom                  | Points |
| ---- | -------------------- | ------ |
| 1    | Aksel Lund Svindal   | 1009   |
| 2    | Benjamin Raich       | 1007   |
| 3    | Didier Cuche         | 919    |
| 4    | Ivica Kostelić       | 891    |
| 5    | Jean-Baptiste Grange | 887    |
| 6    | Didier Defago        | 738    |
| 7    | Carlo Janka          | 728    |
| 8    | Michael Walchhofer   | 647    |
| 9    | Ted Ligety           | 598    |
| 10   | Peter Fill           | 581    |
| 11   | Christof Innerhofer  | 577    |
| 12   | Klaus Kröll          | 566    |
| 13   | Julien Lizeroux      | 558    |
| 14   | Marcel Hirscher      | 520    |
| 15   | Bode Miller          | 517    |
| 16   | Werner Heel          | 491    |
| 17   | Manfred Mölgg        | 484    |
| 18   | Silvan Zurbriggen    | 453    |
| 19   | Romed Baumann        | 448    |
| 20   | Daniel Albrecht      | 427    |

| Rang | Nom                   | Points |
| ---- | --------------------- | ------ |
| 1    | Lindsey Vonn          | 1788   |
| 2    | Maria Riesch          | 1424   |
| 3    | Anja Pärson           | 1059   |
| 4    | Kathrin Zettel        | 1046   |
| 5    | Tanja Poutiainen      | 914    |
| 6    | Tina Maze             | 852    |
| 7    | Fabienne Suter        | 797    |
| 8    | Elisabeth Görgl       | 755    |
| 9    | Nadia Fanchini        | 714    |
| 10   | Andrea Fischbacher    | 697    |
| 11   | Lara Gut              | 583    |
| 12   | Sarka Zahrobska       | 582    |
| 13   | Maria Pietilä-Holmner | 518    |
| 14   | Nicole Hosp           | 496    |
| 15   | Manuela Mölgg         | 444    |
| 16   | Marie Marchand-Arvier | 407    |
| 17   | Andrea Dettling       | 380    |
| 18   | Denise Karbon         | 357    |
| 19   | Sandrine Aubert       | 346    |
| 20   | Anna Fenninger        | 338    |

## Classements de chaque discipline
Les noms en gras remportent les titres des disciplines.

### Descente
| Rang | Nom                    | Points |
| ---- | ---------------------- | ------ |
| 1    | Michael Walchhofer     | 470    |
| 2    | Klaus Kröll            | 424    |
| 3    | Didier Defago          | 363    |
| 4    | Aksel Lund Svindal     | 356    |
| 5    | Manuel Osborne-Paradis | 323    |
| 6    | Erik Guay              | 287    |
| 7    | Didier Cuche           | 275    |
| 8    | Bode Miller            | 275    |
| 9    | Peter Fill             | 271    |
| 10   | Christof Innerhofer    | 249    |

| Rang | Nom                | Points |
| ---- | ------------------ | ------ |
| 1    | Lindsey Vonn       | 502    |
| 2    | Andrea Fischbacher | 326    |
| 3    | Maria Riesch       | 292    |
| 4    | Dominique Gisin    | 291    |
| 5    | Nadia Fanchini     | 276    |
| 6    | Tina Maze          | 256    |
| 7    | Anja Pärson        | 220    |
| 8    | Fabienne Suter     | 194    |
| 9    | Renate Götschl     | 180    |
| 10   | Elisabeth Görgl    | 176    |

### Super G
| Rang | Nom                 | Points |
| ---- | ------------------- | ------ |
| 1    | Aksel Lund Svindal  | 292    |
| 2    | Werner Heel         | 256    |
| 3    | Didier Defago       | 242    |
| 4    | Hermann Maier       | 231    |
| 5    | Christof Innerhofer | 168    |
| 6    | Michael Walchhofer  | 162    |
| 7    | Didier Cuche        | 152    |
| 8    | Klaus Kröll         | 142    |
| 9    | John Kucera         | 138    |
| 10   | Peter Fill          | 130    |

| Rang | Nom                     | Points |
| ---- | ----------------------- | ------ |
| 1    | Lindsey Vonn            | 461    |
| 2    | Nadia Fanchini          | 416    |
| 3    | Fabienne Suter          | 408    |
| 4    | Anja Pärson             | 251    |
| 5    | Andrea Dettling         | 221    |
| 6    | Jessica Lindell-Vikarby | 216    |
| 7    | Tina Maze               | 202    |
| 8    | Andrea Fischbacher      | 197    |
| 9    | Fränzi Aufdenblatten    | 190    |
| 10   | Maria Riesch            | 171    |

### Géant
| Rang | Nom                   | Points |
| ---- | --------------------- | ------ |
| 1    | Didier Cuche          | 474    |
| 2    | Benjamin Raich        | 462    |
| 3    | Ted Ligety            | 421    |
| 4    | Massimiliano Blardone | 325    |
| 5    | Aksel Lund Svindal    | 260    |
| 6    | Carlo Janka           | 238    |
| 7    | Daniel Albrecht       | 221    |
| 8    | Ivica Kostelić        | 219    |
| 9    | Kjetil Jansrud        | 213    |
| 10   | Romed Baumann         | 204    |

| Rang | Nom                   | Points |
| ---- | --------------------- | ------ |
| 1    | Tanja Poutiainen      | 508    |
| 2    | Kathrin Zettel        | 501    |
| 3    | Tina Maze             | 368    |
| 4    | Elisabeth Görgl       | 333    |
| 5    | Manuela Mölgg         | 301    |
| 6    | Denise Karbon         | 282    |
| 7    | Maria Pietilä-Holmner | 237    |
| 8    | Lindsey Vonn          | 205    |
| 9    | Lara Gut              | 190    |
| 10   | Michaela Kirchgasser  | 188    |

### Slalom
| Rang | Nom                  | Points |
| ---- | -------------------- | ------ |
| 1    | Jean-Baptiste Grange | 541    |
| 2    | Ivica Kostelić       | 454    |
| 3    | Julien Lizeroux      | 419    |
| 4    | Manfred Pranger      | 415    |
| 5    | Reinfried Herbst     | 396    |
| 6    | Manfred Mölgg        | 370    |
| 7    | Mario Matt           | 282    |
| 8    | Mattias Hargin       | 261    |
| 9    | Marcel Hirscher      | 253    |
| 10   | Benjamin Raich       | 239    |

| Rang | Nom                   | Points |
| ---- | --------------------- | ------ |
| 1    | Maria Riesch          | 670    |
| 2    | Sarka Zahrobska       | 459    |
| 3    | Lindsey Vonn          | 440    |
| 4    | Tanja Poutiainen      | 406    |
| 5    | Sandrine Aubert       | 325    |
| 6    | Kathrin Zettel        | 309    |
| 7    | Maria Pietilä-Holmner | 281    |
| 8    | Nicole Hosp           | 275    |
| 9    | Frida Hansdotter      | 248    |
| 10   | Anja Pärson           | 243    |

### Combiné
| Rang | Nom                  | Points |
| ---- | -------------------- | ------ |
| 1    | Carlo Janka          | 242    |
| 2    | Silvan Zurbriggen    | 231    |
| 3    | Romed Baumann        | 169    |
| 4    | Ivica Kostelić       | 166    |
| 5    | Benjamin Raich       | 165    |
| 6    | Jean-Baptiste Grange | 154    |
| 7    | Julien Lizeroux      | 139    |
| 8    | Peter Fill           | 126    |
| 9    | Natko Zrnčić-Dim     | 112    |
| 10   | Marcel Hirscher      | 105    |

| Rang | Nom                   | Points |
| ---- | --------------------- | ------ |
| 1    | Anja Pärson           | 205    |
| 2    | Lindsey Vonn          | 180    |
| 3    | Kathrin Zettel        | 162    |
| 4    | Maria Riesch          | 150    |
| 5    | Elisabeth Görgl       | 113    |
| 6    | Fabienne Suter        | 108    |
| 7    | Anna Fenninger        | 101    |
| 8    | Nicole Hosp           | 80     |
|      | Marie Marchand-Arvier | 80     |
| 10   | Daniela Merighetti    | 74     |

## Calendrier et résultats

### Messieurs
| Date                                                        | Lieu          | Épreuve       | Vainqueur              | Second                | Troisième              |
| ----------------------------------------------------------- | ------------- | ------------- | ---------------------- | --------------------- | ---------------------- |
| 26 octobre 2008                                             | Sölden        | Géant         | Daniel Albrecht        | Didier Cuche          | Ted Ligety             |
| 16 novembre 2008                                            | Levi          | Slalom        | Jean-Baptiste Grange   | Bode Miller           | Mario Matt             |
| 29 novembre 2008                                            | Lake Louise   | Descente      | Peter Fill             | Carlo Janka           | Hans Olsson            |
| 30 novembre 2008                                            | Lake Louise   | Super G       | Hermann Maier          | John Kucera           | Didier Cuche           |
| 5 décembre 2008                                             | Beaver Creek  | Descente      | Aksel Lund Svindal     | Marco Büchel          | Erik Guay              |
| 6 décembre 2008                                             | Beaver Creek  | Super G       | Aksel Lund Svindal     | Hermann Maier         | Michael Walchhofer     |
| 7 décembre 2008                                             | Beaver Creek  | Géant         | Benjamin Raich         | Ted Ligety            | Aksel Lund Svindal     |
| 12 décembre 2008                                            | Val d'Isère   | Super combiné | Benjamin Raich         | Jean-Baptiste Grange  | Marcel Hirscher        |
| 13 décembre 2008                                            | Val d'Isère   | Géant         | Carlo Janka            | Massimiliano Blardone | Gauthier de Tessieres  |
| 19 décembre 2008                                            | Val Gardena   | Super G       | Werner Heel            | Didier Defago         | Patrik Järbyn          |
| 20 décembre 2008                                            | Val Gardena   | Descente      | Michael Walchhofer     | Bode Miller           | Manuel Osborne-Paradis |
| 21 décembre 2008                                            | Alta Badia    | Géant         | Daniel Albrecht        | Ivica Kostelić        | Hannes Reichelt        |
| 22 décembre 2008                                            | Alta Badia    | Slalom        | Ivica Kostelić         | Jean-Baptiste Grange  | Benjamin Raich         |
| 28 décembre 2008                                            | Bormio        | Descente      | Christof Innerhofer    | Klaus Kröll           | Michael Walchhofer     |
| 6 janvier 2009                                              | Zagreb        | Slalom        | Jean-Baptiste Grange   | Ivica Kostelić        | Giuliano Razzoli       |
| 10 janvier 2009                                             | Adelboden     | Géant         | Benjamin Raich         | Massimiliano Blardone | Kjetil Jansrud         |
| 11 janvier 2009                                             | Adelboden     | Slalom        | Reinfried Herbst       | Manfred Pranger       | Felix Neureuther       |
| 16 janvier 2009                                             | Wengen        | Super combiné | Carlo Janka            | Peter Fill            | Silvan Zurbriggen      |
| 17 janvier 2009                                             | Wengen        | Descente      | Didier Defago          | Bode Miller           | Marco Sullivan         |
| 18 janvier 2009                                             | Wengen        | Slalom        | Manfred Pranger        | Reinfried Herbst      | Ivica Kostelić         |
| 23 janvier 2009                                             | Kitzbühel     | Super G       | Klaus Kröll            | Aksel Lund Svindal    | Ambrosi Hoffmann       |
| 24 janvier 2009                                             | Kitzbühel     | Descente      | Didier Defago          | Michael Walchhofer    | Klaus Kröll            |
| 25 janvier 2009                                             | Kitzbühel     | Slalom        | Julien Lizeroux        | Jean-Baptiste Grange  | Patrick Thaler         |
| 25 janvier 2009                                             | Kitzbühel     | Combiné       | Silvan Zurbriggen      | Ivica Kostelić        | Natko Zrnčić-Dim       |
| 27 janvier 2009                                             | Schladming    | Slalom        | Reinfried Herbst       | Manfred Pranger       | Ivica Kostelić         |
| 1er février 2009                                            | Garmisch      | Slalom        | Manfred Mölgg          | Giorgio Rocca         | Reinfried Herbst       |
| Championnats du monde à Val d'Isère du 2 au 15 février 2009 |               |               |                        |                       |                        |
| 21 février 2009                                             | Sestrière     | Géant         | Didier Cuche           | Stephan Görgl         | Benjamin Raich         |
| 22 février 2009                                             | Sestrière     | Super combiné | Romed Baumann          | Julien Lizeroux       | Carlo Janka            |
| 28 février 2009                                             | Kranjska Gora | Géant         | Ted Ligety             | Didier Cuche          | Massimiliano Blardone  |
| 1er mars 2009                                               | Kranjska Gora | Slalom        | Julien Lizeroux        | Giuliano Razzoli      | Felix Neureuther       |
| 6 mars 2009                                                 | Kvitfjell     | Descente I    | Manuel Osborne-Paradis | Michael Walchhofer    | Aksel Lund Svindal     |
| 7 mars 2009                                                 | Kvitfjell     | Descente II   | Klaus Kröll            | Michael Walchhofer    | Manuel Osborne-Paradis |
| 8 mars 2009                                                 | Kvitfjell     | Super G       | Annulé                 | Annulé                | Annulé                 |
| 11 mars 2009                                                | Åre           | Descente      | Aksel Lund Svindal     | Didier Cuche          | Hans Olsson            |
| 12 mars 2009                                                | Åre           | Super G       | Werner Heel            | Aksel Lund Svindal    | Christof Innerhofer    |
| 13 mars 2009                                                | Åre           | Géant         | Benjamin Raich         | Ted Ligety            | Didier Cuche           |
| 14 mars 2009                                                | Åre           | Slalom        | Mario Matt             | Julien Lizeroux       | Jean-Baptiste Grange   |

### Dames
| Date                                                        | Lieu              | Épreuve       | Vainqueur                   | Seconde                           | Troisième                       |
| ----------------------------------------------------------- | ----------------- | ------------- | --------------------------- | --------------------------------- | ------------------------------- |
| 25 octobre 2008                                             | Sölden            | Géant         | Kathrin Zettel              | Tanja Poutiainen                  | Andrea Fischbacher              |
| 15 novembre 2008                                            | Levi              | Slalom        | Lindsey Vonn                | Maria Pietilä-Holmner             | Maria Riesch                    |
| 29 novembre 2008                                            | Aspen             | Géant         | Tessa Worley                | Tanja Poutiainen                  | Elisabeth Görgl                 |
| 30 novembre 2008                                            | Aspen             | Slalom        | Sarka Zahrobska             | Nicole Hosp                       | Tanja Poutiainen                |
| 5 décembre 2008                                             | Lake Louise       | Descente      | Lindsey Vonn                | Nadia Fanchini                    | Maria Riesch                    |
| 7 décembre 2008                                             | Lake Louise       | Super G       | Nadia Fanchini              | Fabienne Suter Andrea Fischbacher |                                 |
| 13 décembre 2008                                            | La Molina         | Géant         | Tanja Poutiainen            | Manuela Mölgg                     | Nicole Hosp                     |
| 14 décembre 2008                                            | La Molina         | Slalom        | Maria Riesch                | Lindsey Vonn                      | Kathrin Zettel                  |
| 19 décembre 2008                                            | Saint-Moritz      | Super combiné | Anja Pärson                 | Nicole Hosp                       | Fabienne Suter                  |
| 20 décembre 2008                                            | Saint-Moritz      | Super G       | Lara Gut                    | Fabienne Suter                    | Nadia Fanchini                  |
| 28 décembre 2008                                            | Semmering         | Géant         | Kathrin Zettel              | Manuela Mölgg                     | Lara Gut                        |
| 29 décembre 2008                                            | Semmering         | Slalom        | Maria Riesch                | Tanja Poutiainen                  | Lindsey Vonn                    |
| 4 janvier 2009                                              | Zagreb            | Slalom        | Maria Riesch                | Nicole Gius                       | Sarka Zahrobska                 |
| 10 janvier 2009                                             | Maribor           | Géant         | Tina Maze                   | Denise Karbon                     | Kathrin Hölzl                   |
| 11 janvier 2009                                             | Maribor           | Slalom        | Maria Riesch                | Kathrin Zettel                    | Tanja Poutiainen                |
| 17 janvier 2009                                             | Altenmarkt        | Super combiné | Lindsey Vonn                | Kathrin Zettel                    | Anja Pärson                     |
| 18 janvier 2009                                             | Altenmarkt        | Descente      | Anja Pärson Dominique Gisin |                                   | Lindsey Vonn                    |
| 24 janvier 2009                                             | Cortina d'Ampezzo | Descente      | Dominique Gisin             | Lindsey Vonn                      | Anja Pärson                     |
| 25 janvier 2009                                             | Cortina d'Ampezzo | Géant         | Kathrin Zettel              | Michaela Kirchgasser              | Elisabeth Görgl                 |
| 26 janvier 2009                                             | Cortina d'Ampezzo | Super G       | Jessica Lindell-Vikarby     | Anna Fenninger                    | Andrea Dettling                 |
| 30 janvier 2009                                             | Garmisch          | Slalom        | Lindsey Vonn                | Maria Riesch                      | Marusa Ferk                     |
| 1er février 2009                                            | Garmisch          | Super G       | Lindsey Vonn                | Anja Pärson                       | Jessica Lindell-Vikarby         |
| Championnats du monde à Val d'Isère du 2 au 15 février 2009 |                   |               |                             |                                   |                                 |
| 20 février 2009                                             | Tarvisio          | Super combiné | Maria Riesch                | Lindsey Vonn                      | Kathrin Zettel                  |
| 21 février 2009                                             | Tarvisio          | Descente      | Gina Stechert               | Lindsey Vonn                      | Anja Pärson                     |
| 22 février 2009                                             | Tarvisio          | Super G       | Lindsey Vonn                | Fabienne Suter                    | Tina Maze                       |
| 27 février 2009                                             | Bansko            | Descente I    | Fabienne Suter              | Andrea Fischbacher                | Nadia Fanchini Lindsey Vonn     |
| 28 février 2009                                             | Bansko            | Descente II   | Andrea Fischbacher          | Tina Maze                         | Fabienne Suter                  |
| 1er mars 2009                                               | Bansko            | Super G       | Lindsey Vonn                | Fabienne Suter                    | Tina Maze                       |
| 6 mars 2009                                                 | Ofterschwang      | Géant         | Kathrin Zettel              | Elisabeth Görgl                   | Tanja Poutiainen                |
| 7 mars 2009                                                 | Ofterschwang      | Slalom        | Sandrine Aubert             | Frida Hansdotter                  | Nicole Hosp                     |
| 11 mars 2009                                                | Åre               | Descente      | Lindsey Vonn                | Maria Riesch                      | Renate Götschl                  |
| 12 mars 2009                                                | Åre               | Super G       | Lindsey Vonn                | Nadia Fanchini                    | Maria Riesch                    |
| 13 mars 2009                                                | Åre               | Slalom        | Sandrine Aubert             | Fanny Chmelar                     | Therese Borssen Sarka Zahrobska |
| 14 mars 2009                                                | Åre               | Géant         | Tina Maze                   | Tanja Poutiainen                  | Manuela Mölgg                   |

## Coupe des nations
| Rang | Nom        | Points |
| ---- | ---------- | ------ |
| 1    | Autriche   | 10740  |
| 2    | Suisse     | 7786   |
| 3    | Italie     | 6374   |
| 4    | France     | 4670   |
| 5    | États-Unis | 4132   |
| 6    | Suède      | 3912   |
| 7    | Allemagne  | 2820   |
| 8    | Canada     | 2554   |
| 9    | Slovénie   | 1867   |
| 10   | Norvège    | 1479   |

| Rang | Nom        | Points |
| ---- | ---------- | ------ |
| 1    | Autriche   | 5982   |
| 2    | Suisse     | 4238   |
| 3    | Italie     | 3626   |
| 4    | France     | 2771   |
| 5    | États-Unis | 1881   |
| 6    | Canada     | 1663   |
| 7    | Norvège    | 1393   |
| 8    | Suède      | 1371   |
| 9    | Croatie    | 1025   |
| 10   | Slovénie   | 767    |

| Rang | Nom        | Points |
| ---- | ---------- | ------ |
| 1    | Autriche   | 4758   |
| 2    | Suisse     | 3548   |
| 3    | Italie     | 2748   |
| 4    | Allemagne  | 2550   |
| 5    | Suède      | 2541   |
| 6    | États-Unis | 2251   |
| 7    | France     | 1899   |
| 8    | Slovénie   | 1100   |
| 9    | Finlande   | 964    |
| 10   | Canada     | 891    |

Classement final

## Bilan

### Chiffres télévisuels
La chaîne télévisuelle la plus regardée durant cette Coupe du monde 2008-2009 fut ARD basée en Allemagne avec une audience cumulée de 85 millions de téléspectateurs. En revanche, en termes de part d'audience, c'est la chaîne autrichienne ORF qui détient en moyenne des 105 heures de couverture des compétitions près de 50,2 % de part d'audience en Autriche.
L'épreuve la plus suivie dans un pays donnée fut le slalom féminin de Zagreb le 4 janvier 2009 où la chaîne allemande ZDF atteint 4,76 millions de téléspectateurs. Chez les hommes, c'est également le slalom de Zagreb qui détient le record avec 4,67 millions de téléspectateurs, toujours sur ZDF.

### Nombre de spectateurs
Sur l'ensemble des épreuves, ce sont près de 460 000 spectateurs qui se sont déplacés sur les épreuves.

### Total des gains
Sur l'ensemble de la saison, le total des gains (hors sponsors) est dominé par deux femmes, tout d'abord Lindsey Vonn (qui a remporté le classement général, de la descente et du super G) avec un total de gains de 468 520 francs suisses devant l'Allemande Maria Riesch avec 373 000 francs suisses, la troisième marche est détenue par le Français Jean-Baptiste Grange avec 277 364 francs suisses. 1 € = 1,526123 CHE
| Rang | Nom                  | Total des gains       |
| ---- | -------------------- | --------------------- |
| 1    | Jean-Baptiste Grange | 277 364 CHF 181 744 € |
| 2    | Benjamin Raich       | 237 891 CHF 155 879 € |
| 3    | Aksel Lund Svindal   | 233 878 CHF 153 249 € |
| 4    | Ivica Kostelić       | 213 815 CHF 140 103 € |
| 5    | Julien Lizeroux      | 209 421 CHF 137 224 € |
| 6    | Didier Défago        | 197 613 CHF 129 486 € |
| 7    | Didier Cuche         | 184 525 CHF 120 910 € |
| 8    | Klaus Kröll          | 175 050 CHF 114 702 € |
| 9    | Michael Walchhofer   | 165 075 CHF 108 166 € |
| 10   | Reinfried Herbst     | 120 750 CHF 79 122 €  |

| Rang | Nom                | Gains                 |
| ---- | ------------------ | --------------------- |
| 1    | Lindsey Vonn       | 468 520 CHF 307 000 € |
| 2    | Maria Riesch       | 373 000 CHF 244 410 € |
| 3    | Kathrin Zettel     | 256 560 CHF 168 112 € |
| 4    | Anja Pärson        | 204 525 CHF 136 016 € |
| 5    | Tanja Poutiainen   | 196 900 CHF 129 019 € |
| 6    | Tina Maze          | 176 500 CHF 115 652 € |
| 7    | Fabienne Suter     | 167 250 CHF 109 591 € |
| 8    | Nadia Fanchini     | 141 500 CHF 92 718 €  |
| 9    | Andrea Fischbacher | 113 406 CHF 74 309 €  |
| 10   | Sarka Zahrobska    | 107 000 CHF 70 112 €  |